# Попытка государственного переворота в ДР Конго (2011)
Попытка государственного переворота в Демократической Республике Конго в 2011 году — предполагаемая попытка государственного переворота против президента Жозефа Кабилы 27 февраля 2011 года.

## События
27 февраля 2011 г. между 13:00 и 13:30 две группы численностью около ста человек в штатском напали на президентскую резиденцию в Гомбе. По словам источника ООН в Браззавиле, они были неизвестны и хорошо вооружены.
Согласно анонимным источникам, нападавшие прибыли со стороны Grand Hôtel de Kinshasa и пересекли первый барьер на уровне Центра международной торговли Конго (фр. Centre de commerce international de Congo), после чего были остановлены у второй барьер перед зданием охраны. Примерно через пятнадцать минут они были отброшены вооруженными силами Демократической Республики Конго; семеро из них были убиты, а шестнадцать взяты в плен.
При бегстве некоторые нападавшие открыли огонь вдоль проспекта Вооруженных сил на уровне лагеря Коколо, вызвав панику в соседних коммунах, таких как Бандалунгва, Нгири-Нгири, Кинтамбо и Лингвала.
Президента Демократической Республики Конго в это время там не было, и его видели на бульваре 30 июня.
В 16:00 министр связи Ламбер Менде объявил на французском и лингала, что ситуация находится под контролем и что действующие учреждения функционируют нормально. 2 марта Менде заявил, что нападение было террористическим актом и что около 60 нападавших допрашиваются силами безопасности. 3 марта общее расследование полиции Киншасы представило прессе список из 126 человек, подозреваемых в причастности к нападению на резиденцию президента и лагерь Коколо. Полиция также представила имущество обвиняемых: четыре гранатомета, автомат, десять автоматов АК-47, несколько мачете и два автомобиля. Также при обвиняемых были ритуальные предметы, такие как листья рафии.
Шесть человек погибли после того, как солдаты остановили их на блокпосту возле президентского дворца в Киншасе. По некоторым другим данным, семь нападавших были убиты, а также двое дворцовых охранников. В последующих новостях сообщалось, что погибло 19 человек, в том числе 11 нападавших и восемь сотрудников сил безопасности.

## Реакции
9 марта 2011 г. НПО «Голос безмолвных» (фр. Voix des sans-voix) выразила обеспокоенность событиями и расследованиями и заявила, что были задержаны невиновные, некоторые из которых подвергались пыткам. По сообщению «Голоса безмолвных», около 13:00 2 марта двое молодых студентов, Раввин и Тито Карава, были задержаны в своем доме в Нджили девятью людьми в штатском и подвергнуты пыткам. В ответ на это Менде заявил, что дело шло по обычному протоколу, оставляя судам решение о том, кто виновен, а кто невиновен, и что пытки незаконны, и призвал всех жертв добиваться справедливости.